# سرگی فیلیپوف (بازیکن فوتبال)
سرگی فیلیپوف (روسی: Серге́й Павлович Филиппов؛ ۲۴ ژوئیه ۱۸۹۱ – ژوئیه ۱۹۴۲) بازیکن فوتبال اهل روسیه بود.
وی همچنین در تیم ملی فوتبال روسیه بازی کرده‌است.